# Conus ranuculus
Conus ranuculus é uma espécie de gastrópode do gênero Conus, pertencente a família Conidae.